# 愛知県道495号宿谷川線
愛知県道495号宿谷川線（あいちけんどう495ごう しゅくやがわせん）は、愛知県豊川市宿町から豊川市谷川町に至る、全長約5.8kmの県道である。

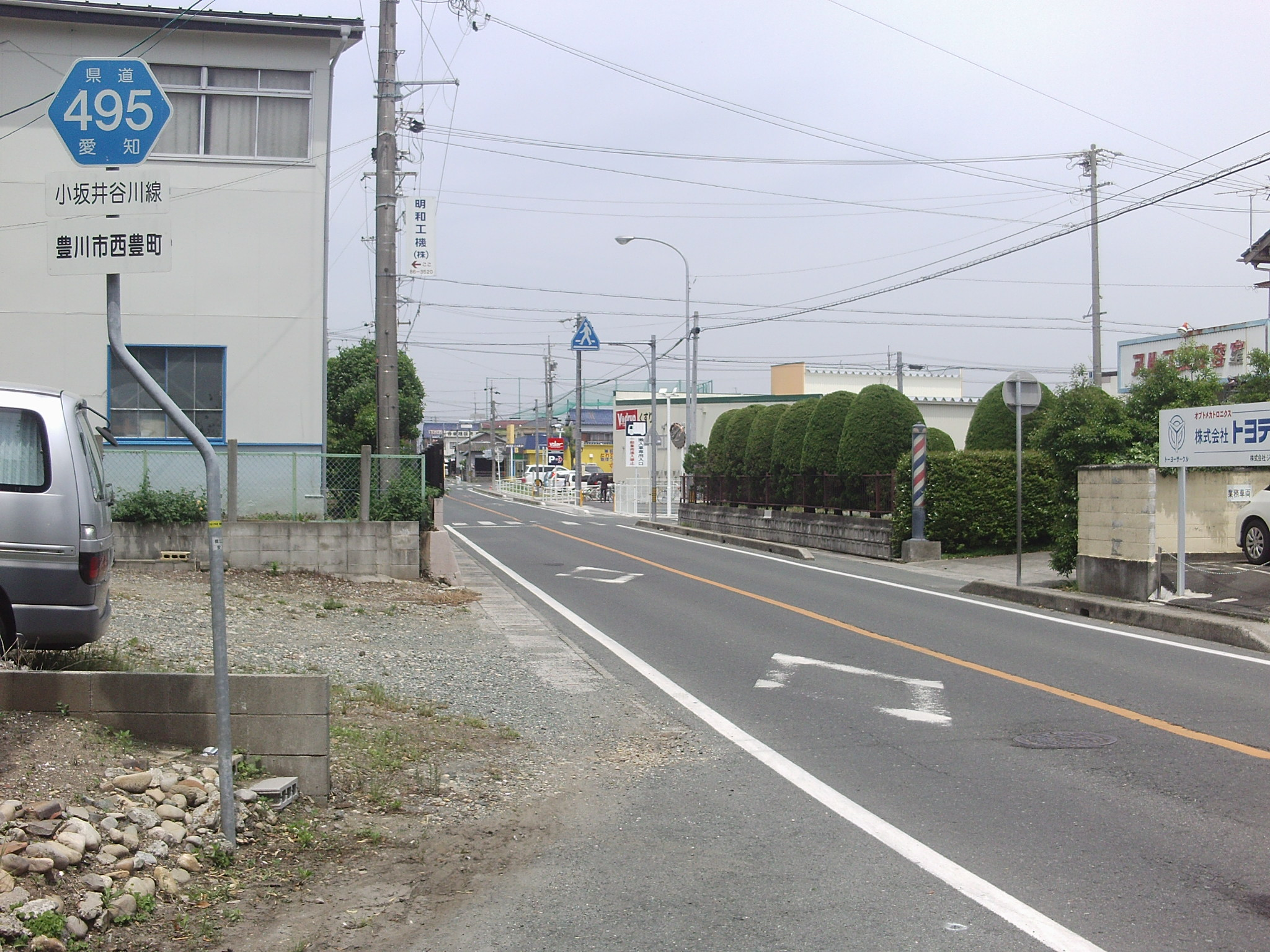
終点方面。画像は日本車輌製造豊川製作所の引込線を潜った付近。

## 概要
JR飯田線に沿うように走る道路である。国道1号から分かれて、豊川市の中心部の外側を通り、国道151号に至る。豊川市牛久保町から新豊町までの区間は旧伊那街道であり、国道151号の最も初期（1953年～1969年）における豊川市内の経路であった。

### 路線データ
- 起点：愛知県豊川市宿町（小坂井交差点）
- 終点：愛知県豊川市谷川町（東名町1丁目交差点）
- 全長：約5.8km

## 沿革
- 1995年3月31日 それまでの一般県道495号麻生田牛久保線を区間変更して認定
- 2011年4月1日 小坂井谷川線から宿谷川線に名称変更

## 別名
- 常盤通（豊川市牛久保町の区間）
- 稲荷通（豊川市豊川稲荷付近の区間）

## 地理
起点付近の道路は、飯田線沿いの旧道が国道1号と立体交差になっていたため、改めて国道1号に接続すべく後年新設されたものである。起点から暫く走った後、豊川市篠束町東宮の信号が無い交差点でJR飯田線沿いの旧道に合流する。元は旧道の方が直進だったが現在は現道が直進となるよう取り付けが変更された。続く堺交差点では国道151号と八幡・白鳥地区を結ぶ市道と交差する。下長山町を通り牛久保の交差点を過ぎると、家具店が多い事で有名な牛久保商店街へ入る。この辺りは常盤通りと呼ばれる。商店街を抜けると左に折れ、豊川稲荷の方へと進む。豊川稲荷の門前を通り、東部中学校の手前で右折、暫く行ってまた左に曲がり北進する。かつての伊那街道ゆえに1942年の建設当時から立体交差化された日本車輌製造専用線のガードを潜って新豊町交差点を右折、飯田線の踏切を渡り勾配を下ると、終点の国道151号交点である。

### 通過する自治体
- 愛知県
  - 豊川市

### 沿線
- 五社稲荷
- セブン-イレブン豊川篠束町店
- 牛久保城址
- 豊川市立牛久保小学校
- JR飯田線 牛久保駅
- 牛久保商店街（家具店が多い）
- 豊川牛久保郵便局
- 大聖寺（今川義元の墓）
- 牛久保八幡社（うなごうじ祭）
- 豊川信用金庫 牛久保支店
- ローソン豊川古宿店
- 豊川稲荷
- 豊川進雄神社
- 豊川市立東部中学校
- バロー 豊川店
- 豊川市立豊小学校
- 豊川信用金庫 豊支店
- 上州屋 豊川店

### 交差・接続する道路
- 国道1号（小坂井交差点：交差）
- 愛知県道384号小坂井御津線（平坂街道）（同：直進）
- 豊川市道篠束野口線（堺交差点）
- 愛知県道400号豊橋豊川線（南大通）（牛久保交差点）
- 牛久保駅通（常盤交差点：豊川市道城跡市役所線）
- 駅前通（中条町道下交差点：豊川市道前田豊川線）
- 愛知県道5号国府馬場線（姫街道、中央通）（中央通1丁目交差点）
- 駅前通（豊川稲荷前交差点：豊川駅方面は県道31号）
- 愛知県道31号東三河環状線（桜木通）（豊川稲荷前交差点・進雄神社入口交差点間で重複）
- 豊川市道古宿樽井線（東部中学校前交差点：直進）
- 国道151号（東名町1丁目交差点：交差）
- 愛知県道499号石巻萩平豊川線（同：直進）